# Atech Grand Prix
Atech Grand Prix – brytyjski zespół startujący w wyścigach samochodowych, którego założycielem jest David Hayle. Zespół powstał w 2007 roku jako Hitech Junior Team, który wykupił zespół Hitech Racing. Pod koniec 2009 roku nazwa zespołu została zmieniona na Atech Grand Prix. Obecnie startuje w Europejskim Pucharze Formuły Renault 2.0 oraz w Brytyjskiej Formule Renault. W latach 2010–2012 startował w serii GP3 pod nazwą ATECH CRS Grand Prix, co było związane ze współpracą z brytyjskim zespołem CRS Racing. W przeszłości pojawił się również na starcie serii Superleague Formula.

## Starty

### Seria GP3
Atech Grand Prix startował w GP3 we współpracy z CRS Racing, stąd nazwa zespołu:  ATECH CRS Grand Prix.

| Rok  | Bolid           | Kierowcy          | Wyścigi | Wygrane | PP | NO | Pkt | M.K. | M.Z. |
| ---- | --------------- | ----------------- | ------- | ------- | -- | -- | --- | ---- | ---- |
| 2010 | Dallara-Renault | Patrick Reiterer  | 4       | 0       | 0  | 0  | 0   | 33   | 7    |
| 2010 | Dallara-Renault | Roberto Merhi     | 12      | 0       | 0  | 0  | 26  | 6    | 7    |
| 2010 | Dallara-Renault | Oliver Oakes      | 16      | 0       | 0  | 0  | 0   | 28   | 7    |
| 2010 | Dallara-Renault | Vittorio Ghirelli | 16      | 0       | 0  | 0  | 0   | 34   | 7    |
| 2011 | Dallara-Renault | Marlon Stöckinger | 16      | 0       | 0  | 0  | 0   | 29   | 10   |
| 2011 | Dallara-Renault | Nick Yelloly      | 16      | 0       | 0  | 0  | 7   | 21   | 10   |
| 2011 | Dallara-Renault | Zoël Amberg       | 16      | 0       | 0  | 0  | 0   | 28   | 10   |
| 2012 | Dallara-Renault | Tamás Pál Kiss    | 16      | 0       | 0  | 0  | 38  | 12   | 8    |
| 2012 | Dallara-Renault | John Wartique     | 10      | 0       | 0  | 0  | 0   | 25   | 8    |
| 2012 | Dallara-Renault | Ethan Ringel      | 16      | 0       | 0  | 0  | 0   | 29   | 8    |
| 2012 | Dallara-Renault | Fabio Gamberini   | 2       | 0       | 0  | 0  | 1   | 20   | 8    |
| 2012 | Dallara-Renault | Facu Regalía      | 4       | 0       | 0  | 0  | 0   | 27   | 8    |

### Europejski Puchar Formuły Renault 2.0
Od 2012 roku startuje we współpracy z Reid Motorsport jako Atech Reid GP
| Rok  | Bolid          | Kierowcy          | Wyścigi | Wygrane | PP | NO | Pkt | M.K. | M.Z. |
| ---- | -------------- | ----------------- | ------- | ------- | -- | -- | --- | ---- | ---- |
| 2010 | Tatuus-Renault | Tamás Pál Kiss    | 2       | 0       | 0  | 1  | 0   | NS†  | NS†  |
| 2010 | Tatuus-Renault | Nick Yelloly      | 2       | 0       | 0  | 0  | 0   | NS†  | NS†  |
| 2010 | Tatuus-Renault | Marlon Stöckinger | 2       | 0       | 0  | 0  | 0   | NS†  | NS†  |
| 2012 | Tatuus-Renault | Alessandro Latif  | 6       | 0       | 0  | 0  | 0   | 43   | 12   |
| 2012 | Tatuus-Renault | Hans Villemi      | 5       | 0       | 0  | 0  | 0   | 36   | 12   |
| 2012 | Tatuus-Renault | Daniel Cammish    | 1       | 0       | 0  | 0  | 0   | NS   | 12   |
| 2012 | Tatuus-Renault | Roman Bieriegiecz | 2       | 0       | 0  | 0  | 0   | 48   | 12   |
| 2012 | Tatuus-Renault | Dan Wells         | 2       | 0       | 0  | 0  | 0   | NS†  | 12   |

† – zawodnik nie był liczony do klasyfikacji końcowej.